# Silighini
Silighini è un cognome e una famiglia nobile italiana.

## Etimologia
L'etimo si può ricondurre al termine dialettale salghè (pavimentare, selciare in romagnolo) e più genericamente al termine salicares (con la variante saligare), regionalismo di area settentrionale, origine comune con i Sullia (forse chiamata anche Salua).

## Storia
Intorno al 1200 si formò il cognome Saluaghini diventato poi nel 1400 Silighini, Salighini e talvolta segnato anche come Scilighini tutti derivati dalla professione dello Silghen (costruttore di strade in selce) o dallo Salgher a spena ("ammattonare per coltello a spiga").

### Origine mitologica
Una leggenda, sostenuta dalla araldica del XVIII secolo, vuole che la famiglia Silighini sia discendente dalla gens Cornelia del ramo Sullae e avrebbe come progenitore Lucio Cornelio Silla, console e dittatore della Repubblica romana.
Silla nell'82 a.C. si scontrò a Rimini con Mario uscendo vittorioso, da quel momento alcuni suoi discendenti figli di Cornelia Silla e del console Mamerco Emilio Lepido Liviano si sarebbero trasferiti nella Valmarecchia.

### Riscontri storici
Nell'862 un certo Ernestus Sullia (fratello di padre Mabillone) ottenne la nomina comitale per intervento dell'arcivescovo Johannes di Ravenna, nel periodo di tregua tra l'Arcidiocesi ravennate e Roma, con la bolla di Papa Papa Niccolò I.
La famiglia Sullia potrebbe dare il nome al fundus Sulliano e Ficareto, come riporta il Codice Bavaro al numero 19, ed essere i cosiddetti “Sylla” o “Sulia”, che la maggior parte degli scrittori ipotizzano come i fondatori del primo nucleo del territorio di Sogliano.
Dalla “familia Sullia”, chiamata anche "Salua" si sarebbe formata la famiglia Sulliaghinem, che nel 1144 dimorava in quello che era divenuto il  "Castrum Sulliani" (dalle vie tutte realizzate lavorando il "sasso vivo" selice) e che iniziò a vendere parte dei terreni dell'antico fundus.
Nel 1186 i Malatesta acquistarono dal riminese Ugo Maltalone una parte di terreno appartenente all'antico fundus. Nel settembre del 1233 Ugolino Salua, Console di Sogliano, prestò giuramento a Rimini (giuramento della Calbana).
Nel 1255 Sofia Salua di Sogliano, figlia del console Ugolino, sposò un Giovanni Malatesta portandogli in dote una parte del fondo del territorio soglianese. Nel 1312 i Malatesta di Rimini e di Verucchio, acerrimi nemici di quelli del ramo di Sogliano, conquistarono il castello per poi distruggerlo. Nel 1371 il castrum era ancora in mano ai Malatesta di Rimini, dopo non molto tempo ritornerà all'antico ramo Malatesti.
Nel 1400 per opera del signore Giovanni Malatesta, Sogliano ebbe gli statuti scritti su pergamena.
Nel 1413 nell'archivio parrocchiale di Sogliano è attestato il matrimonio tra Pietro Silighini e Teresa Serra.
Sul finire del 1700 i Silighini si spostano nel territorio delle Ville di Montetiffi, dove Sebastiano esercitò la professione di avvocato e dove tuttora è la residenza di famiglia.
Michelangelo nel 1758 venne nominato nobile di Montalto.

Pietro nel 1862 ottenne il titolo di Conte con breve apostolico di Pio IX

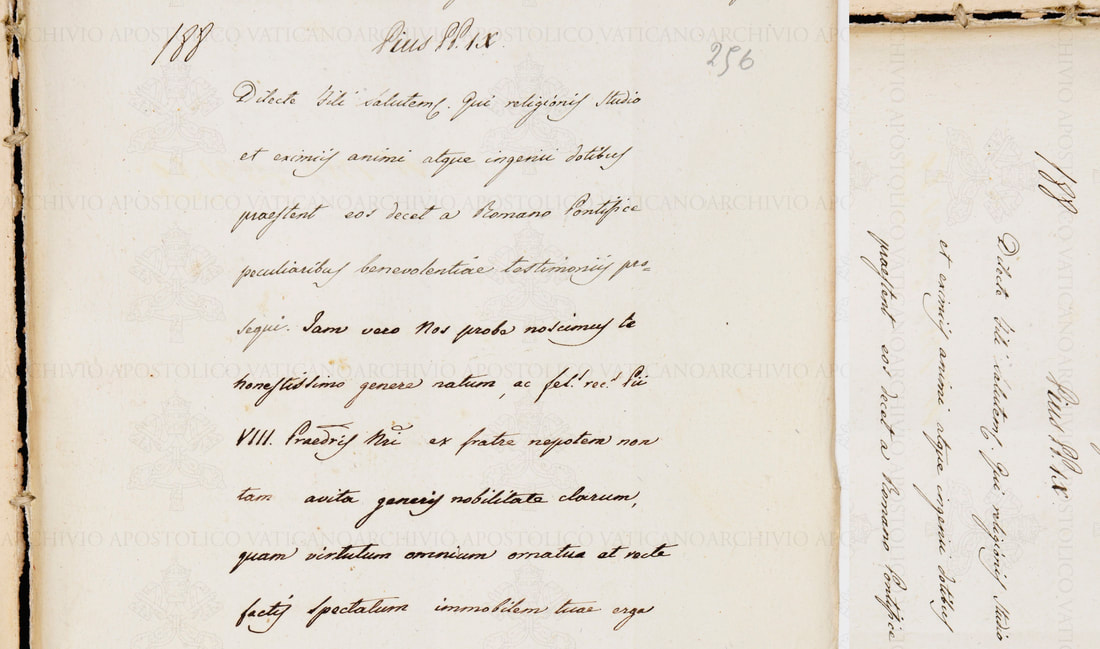
Breve di Pio IX del 1863

La famiglia Silighini ottenne per assegnazione la baronia scozzese di Mugdock e il titolo inglese di Lord of Ufford Hall.
Nel 2022 Luciano Francesco da Giuseppe Carlo d'Asburgo Lorena ha ricevuto il Vitez rend d'Ungheria 

## Arma
L'arma originale dei Silighini è con due spighe d'oro su argento come riporta l’archivio Vallardi. È conservato nel Blasone Cesenate riportante il nome "Salua" uno stemma con due leoni neri su oro.
Si differenzia dall'arma dei Sullia (di oro, a due leopardi l'uno sull'altro neri).

## Influenza culturale
Dal cognome Silighini si è formato il termine dialettale romagnolo "Silighin", dal significato "pavimentatore di strade in selce", come ricordo dei lavori di "urbanizzazione" svolti a Sogliano.